# Leichtathletik-Hallenasienmeisterschaften 2024
Die 11. Leichtathletik-Hallenasienmeisterschaften fanden zwischen dem 17. und 19. Februar 2024 in der iranischen Hauptstadt Teheran statt.
Teheran war damit zum vierten Mal nach 2004, 2010 und 2018 Austragungsort der Hallenmeisterschaften.

## Ergebnisse Männer

### 60 m
| Platz | Athlet                   | Land | Zeit (s) |
| ----- | ------------------------ | ---- | -------- |
| 1     | Ali Anwar Ali al-Balushi | OMA  | 6,52     |
| 2     | Shūhei Tada              | JPN  | 6,56     |
| 3     | Jo Kum-ryong             | PRK  | 6,66     |
| 4     | Imranur Rahman           | BAN  | 6,67     |
| 5     | Tosin Ogunode            | QAT  | 6,69     |
| 6     | Hassan Taftian           | IRN  | 6,69     |
| 7     | Deng Xinrui              | CHN  | 6,74     |
|       | Murtadha Al-Kemawee      | IRQ  | DNS      |

Finale: 19. Februar
Sieger Ali Anwar Ali al-Balushi stellte im Halbfinale mit 6,50 s einen neuen Meisterschaftsrekord auf.

### 400 m
| Platz | Athlet                 | Land | Zeit (s) |
| ----- | ---------------------- | ---- | -------- |
| 1     | Mohammad Sajjad Aghaei | IRN  | 47,95 PB |
| 2     | Mohammad Jahir Rayhan  | BAN  | 48,10 NR |
| 3     | Yasir Ali al-Saadi     | IRQ  | 48,40 SB |
| 4     | Jefim Tarassow         | KAZ  | 48,40    |
| 5     | Mohamad Merhe Mortada  | LBN  | 49,16    |
| 6     | Arash Sayyari          | IRN  | 49,61    |

Finale: 18. Februar

### 800 m
| Platz | Athlet                       | Land | Zeit (min)    |
| ----- | ---------------------------- | ---- | ------------- |
| 1     | Ebrahim al-Zofairi           | KUW  | 1:46,80 CR NR |
| 2     | Sobhan Ahmadi                | IRN  | 1:47,04 NR    |
| 3     | Abubaker Haydar Abdalla      | QAT  | 1:47,74 PB    |
| 4     | Abdirahman Saeed Hassan      | QAT  | 1:49,16       |
| 5     | Husain Mohsin al-Farsi       | OMA  | 1:52,99 PB    |
| 6     | Mohammed Afsal Pulikkalakath | IND  | 1:55,16       |

Finale: 19. Februar

### 1500 m
| Platz | Athlet                  | Land | Zeit (min) |
| ----- | ----------------------- | ---- | ---------- |
| 1     | Nursultan Kengeschbekow | KGZ  | 3:49,10    |
| 2     | Abdirahman Saeed Hassan | QAT  | 3:49,31    |
| 3     | Ali Amirian             | IRN  | 3:49,33 PB |
| 4     | Amir Farzam Safari      | IRN  | 3:49,42    |
| 5     | Maxim Frolowski         | KAZ  | 3:52,14    |
| 6     | Ajay Kumar Saroj        | IND  | 3:52,56    |
| 7     | Fayez al-Subaie         | KSA  | 3:53,40 PB |
| 8     | Seyed Amir Zamanpour    | IRN  | 3:53,52    |

17. Februar

### 3000 m
| Platz | Athlet                            | Land | Zeit (min) |
| ----- | --------------------------------- | ---- | ---------- |
| 1     | Nursultan Kengeschbekow           | KGZ  | 8:08,85    |
| 2     | Seyed Amir Zamanpour              | IRN  | 8:09,58 PB |
| 3     | Maxim Frolowski                   | KAZ  | 8:17,17 PB |
| 4     | Yaser Salem Bagharab              | QAT  | 8:17,94    |
| 5     | Shunsuke Yoshii                   | JPN  | 8:20,34    |
| 6     | Samat Kasakbajew                  | KGZ  | 8:36,36    |
| 7     | Mohamed Abdullah Mahal Habbaniyah | IRQ  | 8:42,05    |
| 8     | Hossein Nouri                     | IRN  | 8:50,76    |

19. Februar

### 60 m Hürden
| Platz | Athlet           | Land | Zeit (s) |
| ----- | ---------------- | ---- | -------- |
| 1     | Dawid Jefremow   | KAZ  | 7,60 =CR |
| 2     | Qin Weibo        | CHN  | 7,63 PB  |
| 3     | John Cabang      | PHI  | 7,64 PB  |
| 4     | Ning Xiaohan     | CHN  | 7,70 SB  |
| 5     | Tejas Shirse     | IND  | 7,80     |
| 6     | Kim Kyong-tae    | KOR  | 7,84 =SB |
| 7     | Cheung Wang Fung | HKG  | 8,12     |
| 8     | Kadhim Naser     | IRQ  | DSQ      |

Finale: 17. Februar

### 4 × 400-m-Staffel
| Platz | Land       | Athleten                                                                                 | Zeit (min) |
| ----- | ---------- | ---------------------------------------------------------------------------------------- | ---------- |
| 1     | Kasachstan | Andrei Sokolow Elnur Muchitdinow Wjatscheslaw Sems Jefim Tarassow                        | 3:12,04    |
| 2     | Irak       | Taha Hussein Yaseen Ihab Jabbar Hashim Mohammed Abdulridha al-Tameemi Yasir Ali al-Saadi | 3:12,09 NR |
| 3     | Iran       | Arash Sayyari Mir Mohammad Taleei Mohammad Sajjad Aghaei Ali Amirian                     | 3:13,96    |

19. Februar

### Hochsprung
| Platz | Athlet              | Land | Höhe (m) |
| ----- | ------------------- | ---- | -------- |
| 1     | Ryōichi Akamatsu    | JPN  | 2,19     |
| 2     | Yūto Seko           | JPN  | 2,19     |
| 3     | Mahfuzur Rahman     | BAN  | 2,15     |
| 3     | Ma Jia              | CHN  | 2,15     |
| 5     | Keyvan Ghanbarzadeh | IRN  | 2,10     |
| 6     | Sharoz Khan         | PAK  | 2,05     |
| 7     | Selimchan Nassyrow  | KAZ  | 2,05     |
| 7     | Mehdi Khodadadi     | IRN  | 2,10     |

19. Februar

### Stabhochsprung
| Platz | Athlet              | Land | Höhe (m) |
| ----- | ------------------- | ---- | -------- |
| 1     | Zhong Tao           | CHN  | 5,65 SB  |
| 2     | Song Haoyang        | CHN  | 5,60     |
| 3     | Hussain Al Hizam    | KSA  | 5,55     |
| 4     | Seif Heneida        | QAT  | 5,55 NR  |
| 5     | Patsapong Amsam-ang | THA  | 5,45     |
| 6     | Shingo Sawa         | JPN  | 5,25     |
| 7     | Danil Poljanski     | KAZ  | 5,15     |
| 8     | Hossein Falah       | IRN  | 4,80     |
| 8     | Mohammad Motamednia | IRN  | 4,80     |
| 8     | Wladislaw Garbusnak | KAZ  | 4,80     |
| 8     | Arshia Mosadeghi    | IRN  | 4,80     |

18. Februar

### Weitsprung
| Platz | Athlet        | Land | Weite (m) |
| ----- | ------------- | ---- | --------- |
| 1     | Zhang Mingkun | CHN  | 7,97      |
| 2     | Yūto Toriumi  | JPN  | 7,89 SB   |
| 3     | Daiki Oda     | JPN  | 7,76      |
| 4     | Shi Yuhao     | CHN  | 7,75      |
| 5     | Janry Ubas    | PHI  | 7,60      |
| 6     | Chan Ming Tai | HKG  | 7,46      |
| 7     | Ko Ho Long    | HKG  | 7,46 SB   |
| 8     | Mehdi Tamari  | IRN  | 7,40      |

17. Februar

### Dreisprung
| Platz | Athlet         | Land | Weite (m) |
| ----- | -------------- | ---- | --------- |
| 1     | Su Wen         | CHN  | 16,75     |
| 2     | Kim Jang-woo   | KOR  | 16,37     |
| 3     | Ivan Denisov   | UZB  | 16,18     |
| 4     | Hikaru Ikehata | JPN  | 15,88     |
| 5     | Hamid Reza Kia | IRN  | 15,74 SB  |
| 6     | Yu Gyu-min     | KOR  | 15,64     |
| 7     | Mojtaba Zahedi | IRN  | 15,58 SB  |
| 8     | Wu Ruiting     | CHN  | 15,54     |

19. Februar

### Kugelstoßen
| Platz | Athlet               | Land | Weite (m) |
| ----- | -------------------- | ---- | --------- |
| 1     | Tejinder Pal Singh   | IND  | 19,72     |
| 2     | Iwan Iwanow          | KAZ  | 19,08 SB  |
| 3     | Mehdi Saberi         | IRN  | 18,74     |
| 4     | Dhanvir Singh        | IND  | 18,59     |
| 5     | Mohammad Reza Tayebi | IRN  | 18,49     |
| 6     | Hossein Rouzgar      | IRN  | 18,14 PB  |

17. Februar

### Siebenkampf
| Platz | Athlet                   | Land | Punkte  |
| ----- | ------------------------ | ---- | ------- |
| 1     | Yuma Maruyama            | JPN  | 5767    |
| 2     | Zahriddin Shokirov       | UZB  | 5353 PB |
| 3     | Amir Mahdi Hanifeh       | IRN  | 5124 PB |
| 4     | Samandar Mahmudov        | UZB  | 5094 PB |
| 5     | Essa Abdullah Jarah      | KSA  | 5035 PB |
| 6     | Mohsen Hassan al-Dabbous | KSA  | 4836 PB |
| 7     | Pouyan Shokri            | IRN  | 4747    |
| 8     | Erfan Mahmoudi           | IRN  | 4704    |

Finale: 18./19. Februar

## Ergebnisse Frauen

### 60 m
| Platz | Athletin              | Land | Zeit (s)    |
| ----- | --------------------- | ---- | ----------- |
| 1     | Farzaneh Fasihi       | IRI  | 7,20 =CR NR |
| 2     | Olga Safronowa        | KAZ  | 7,35 =SB    |
| 3     | Supanich Poolkerd     | THA  | 7,38 PB     |
| 4     | Xu Jialu              | CHN  | 7,39 PB     |
| 5     | Hamideh Esmaiel Nejad | IRN  | 7,41 =PB    |
| 6     | Walentina Meredowa    | TKM  | 7,44 NR     |
| 7     | Chan Pui Kei          | HKG  | 7,44 NR     |
| 8     | Huang Ziting          | CHN  | 7,50 PB     |

Finale: 18. Februar

### 400 m
| Platz | Athletin            | Land | Zeit (s) |
| ----- | ------------------- | ---- | -------- |
| 1     | Nanako Matsumoto    | JPN  | 55,14    |
| 2     | Nazanin Fatemeh     | IRN  | 55,33 PB |
| 3     | Kazhal Rostami      | IRN  | 55,35    |
| 4     | Haruna Kuboyama     | JPN  | 56,28 PB |
| 5     | Laylo Allaberganova | UZB  | 56,33    |
| 6     | Shahla Mahmoudi     | IRN  | 56,41    |

Finale: 18. Februar

### 800 m
| Platz | Athletin            | Land | Zeit (min) |
| ----- | ------------------- | ---- | ---------- |
| 1     | Toktam Dastarbandan | IRN  | 2:09,17 PB |
| 2     | Negin Azari Edalat  | IRN  | 2:11,43 PB |
| 3     | Aqbajan Nurmämschet | KAZ  | 2:13,10    |
| 4     | Amal al-Roumi       | KUW  | 2:13,24    |
| 5     | Maryam Ahmadi       | IRI  | 2:19,72    |
| 6     | Fasuhaa Ahmed       | MDV  | 2:22,30 PB |
| 7     | Fateme Heidari      | AFG  | 2:52,20    |

19. Februar

### 1500 m
| Platz | Athletin            | Land | Zeit (min) |
| ----- | ------------------- | ---- | ---------- |
| 1     | Harmilan Bains      | IND  | 4:29,55 PB |
| 2     | Ainuska Kalil kysy  | KGZ  | 4:35,29    |
| 3     | Ajana Bolatbekqysy  | KAZ  | 4:37,20    |
| 4     | Parichehr Shahi     | IRN  | 4:42,10 SB |
| 5     | Samira Khodatars    | IRI  | 4:44,32 PB |
| 6     | Aqbajan Nurmämschet | KAZ  | 4:45,01    |
| 7     | Boshra Ramouz       | IRI  | 4:52,58 PB |

17. Februar

### 3000 m
| Platz | Athletin           | Land | Zeit (min) |
| ----- | ------------------ | ---- | ---------- |
| 1     | Yuma Yamamoto      | JPN  | 9:16,71    |
| 2     | Ankita Dhyani      | IND  | 9;26,22    |
| 3     | Ainuska Kalil kysy | KGZ  | 9:27,18    |
| 4     | Marija Korobizkaja | KGZ  | 9:39,81    |
| 5     | Parisa Arab        | IRI  | 9:47,92    |
| 6     | Parichehr Shahi    | IRN  | 10:31,76   |
| 7     | Ajana Bolatbekqysy | KAZ  | 10:59,65   |
|       | Hadiseh Raouf      | IRN  | DNF        |

19. Februar

### 60 m Hürden
| Platz | Athletin           | Land | Zeit (s) |
| ----- | ------------------ | ---- | -------- |
| 1     | Jyothi Yarraji     | IND  | 8,12 NR  |
| 2     | Asuka Terada       | JPN  | 8,21     |
| 3     | Lui Lai Yiu        | HKG  | 8,26 NR  |
| 4     | Wu Binbin          | CHN  | 8,32     |
| 5     | Shing Cho Yan      | HKG  | 8,35     |
| 6     | Julija Baschmanowa | KAZ  | 8,35     |
| 7     | Elnaz Kompanizare  | IRN  | 8,42     |
| 8     | Lidiya Podsepkina  | UZB  | 8,50     |

Finale: 17. Februar

### 4 × 400-m-Staffel
| Platz | Land       | Athletinnen                                                              | Zeit (min) |
| ----- | ---------- | ------------------------------------------------------------------------ | ---------- |
| 1     | Kasachstan | Adelina Sems Anna Schumilo Marija Schuwalowa Kristina Kondraschowa       | 3:41,08    |
| 2     | Iran       | Kazhal Rostami Shahla Mahmoudi Maryam Mohebbi Nazanin Fatemeh            | 3:41,72 NR |
| 3     | Usbekistan | Laylo Allaberganova Lidiya Podsepkina Oʻgʻiloy Norboyeva Nurxon Ochilova | 4:12,43    |

19. Februar

### Hochsprung
| Platz | Athletin              | Land | Höhe (m) |
| ----- | --------------------- | ---- | -------- |
| 1     | Jelisaweta Matwejewa  | KAZ  | 1,86     |
| 2     | Shao Yuqi             | CHN  | 1,86     |
| 3     | Lu Jiawen             | CHN  | 1,83     |
| 4     | Barnoxon Sayfullayeva | UZB  | 1,80 =SB |
| 5     | Svetlana Radzivil     | UZB  | 1,80 SB  |
| 6     | Chung Wai Yan         | HKG  | 1,75 SB  |
| 6     | Lai Yan Hei           | HKG  | 1,75     |
| 8     | Mahya Naeimi          | IRN  | 1,70     |

18. Februar

### Stabhochsprung
| Platz | Athletin               | Land | Höhe (m) |
| ----- | ---------------------- | ---- | -------- |
| 1     | Li Ling                | CHN  | 4,51     |
| 2     | Niu Chunge             | CHN  | 4,41     |
| 3     | Mahsa Mirzatabibi      | IRN  | 4,10     |
| 4     | Polina Iwanowa         | KAZ  | 3,80     |
| 5     | Baranica Elangoan      | IND  | 3,80     |
| 6     | Chayanisa Chomchuendee | THA  | 3,60     |
| 7     | Samira Kordali         | IRN  | 3,04     |
| 8     | Fatemeh Khodaei        | IRN  | 3,20     |

19. Februar

### Weitsprung
| Platz | Athletin              | Land | Weite (m) |
| ----- | --------------------- | ---- | --------- |
| 1     | Xiong Shiqi           | CHN  | 6,55 SB   |
| 2     | Tan Mengyi            | CHN  | 6,50      |
| 3     | Tiffany Yue           | HKG  | 6,45 SB   |
| 4     | Anastassija Rypakowa  | KAZ  | 6,35 PB   |
| 5     | Shaili Singh          | IND  | 6,27      |
| 6     | Nayana James          | IND  | 6,23      |
| 7     | Reyhaneh Mobini Arani | IRN  | 6,16 SB   |
| 8     | Elaheh Rahimifar      | IRI  | 6,09 =SB  |

17. Februar

### Dreisprung
| Platz | Athletin          | Land | Weite (m) |
| ----- | ----------------- | ---- | --------- |
| 1     | Chen Jie          | CHN  | 13,63     |
| 2     | Zeng Rui          | CHN  | 13,61     |
| 3     | Marija Jefremowa  | KAZ  | 13,48 SB  |
| 4     | Mariko Morimoto   | JPN  | 13,37     |
| 5     | Maryam Kazemi     | IRN  | 13,07     |
| 6     | Walerija Safonowa | KAZ  | 12,86     |
| 7     | Vera Chan Shannon | HKG  | 12,73     |
| 8     | Sarina Saedi      | IRN  | 12,64 SB  |

18. Februar

### Kugelstoßen
| Platz | Athletin            | Land | Weite (m) |
| ----- | ------------------- | ---- | --------- |
| 1     | Sun Yue             | CHN  | 17,65     |
| 2     | Malika Nasreddinova | UZB  | 15,42     |
| 3     | Elham Sadathashemi  | IRI  | 14,27 SB  |
| 4     | Melina Rezaei       | IRI  | 13,61 PB  |
| 5     | Zahra Omidvar       | IRI  | 13,61     |

17. Februar

### Fünfkampf
| Platz | Athletin             | Land | Punkte  |
| ----- | -------------------- | ---- | ------- |
| 1     | Nina Schultz         | CHN  | 4130    |
| 2     | Fatemeh Mohitizadeh  | IRN  | 3970 PB |
| 3     | Alina Tschistjakowa  | KAZ  | 3816    |
| 4     | Saba Khorasani       | IRN  | 3785 PB |
| 5     | Elnaz Mousaei        | IRN  | 3471    |
| 6     | Oʻgʻiloy Norboyeva   | UZB  | 2889    |
|       | Irina Konitschschewa | KAZ  | DNF     |

19. Februar

## Medaillenspiegel
| Medaillenspiegel | Medaillenspiegel    | Medaillenspiegel | Medaillenspiegel | Medaillenspiegel | Medaillenspiegel |
| Platz            | Land                | Gold             | Silber           | Bronze           | Gesamt           |
| ---------------- | ------------------- | ---------------- | ---------------- | ---------------- | ---------------- |
| 01               | Volksrepublik China | 8                | 6                | 2                | 16               |
| 02               | Japan               | 4                | 4                | 1                | 9                |
| 03               | Kasachstan          | 4                | 2                | 5                | 11               |
| 04               | Iran                | 3                | 6                | 7                | 16               |
| 05               | Indien              | 3                | 1                | 0                | 4                |
| 06               | Kirgisistan         | 2                | 1                | 1                | 4                |
| 07               | Kuwait              | 1                | 0                | 0                | 1                |
| 07               | Oman                | 1                | 0                | 0                | 1                |
| 9                | Usbekistan          | 0                | 2                | 2                | 4                |
| 10               | Bangladesch         | 0                | 1                | 1                | 2                |
| 10               | Irak                | 0                | 1                | 1                | 2                |
| 10               | Katar               | 0                | 1                | 1                | 2                |
| 13               | Südkorea            | 0                | 1                | 0                | 1                |
| 14               | Hongkong            | 0                | 0                | 2                | 2                |
| 15               | Nordkorea           | 0                | 0                | 1                | 1                |
| 15               | Philippinen         | 0                | 0                | 1                | 1                |
| 15               | Saudi-Arabien       | 0                | 0                | 1                | 1                |
| 15               | Thailand            | 0                | 0                | 1                | 1                |
| Gesamt           | Gesamt              | 26               | 26               | 27               | 79               |